# ハルメク
株式会社ハルメクは、シニア層をターゲットに出版・通信販売事業を展開する日本の会社である。50代以上の女性向け月刊情報誌『ハルメク』の発行やハルメクWEBの運営、通信販売、各種の講座やイベントの実施、店舗運営などを行っている。
持株会社の株式会社ハルメクホールディングスが東京証券取引所グロース市場に上場している。

## 概要
1989年に設立されたユーリーグ株式会社は、かつて定期購読雑誌『いきいき』や通販雑誌『ふくふく』などを刊行しており、2007年3月期の年間売り上げは約166億4300万円であった。しかし株式投資の失敗や、2007年春より導入した会計システムの不具合などにより信用不安が起こり、総額約65億円の負債をかかえて2009年3月30日に東京地裁に民事再生法の適用を申請した。
2009年4月にPEファンドのJ-STARの100%子会社としていきいき株式会社が創立され、翌月、ユーリーグの全事業が事業譲渡された。6月、J-STARから再生を委任された宮澤孝夫が代表取締役に就任する。
2012年、ノーリツ鋼機グループに入る。2016年4月に株式会社ハルメクに社名を変更、雑誌『いきいき』も誌名を『ハルメク』に変更、通販カタログ『ふくふく』は『ハルメク 健康と暮らし』に、『SUMURILA（スムリラ）』は『ハルメク おしゃれ』に変更した。
2018年4月2日、持株会社の株式会社ハルメクホールディングが設立される。ハルメクおよび全国通販は2020年8月にノーリツ鋼機グループから独立する。ハルメクの2020年3月期の年間売上高は約121億円で、通販事業が全体の7、8割を占めている。

## 沿革
- 1989年5月：編集プロダクションとして、ユーリーグ株式会社が創業される[10]。
- 1996年3月：雑誌『いきいき』創刊[10]。
- 1998年3月：雑誌『いきいき』が月刊誌化[10]。
- 2000年3月：サービスセンターを開設[10]。
- 2009年3月：ユーリーグ株式会社として民事再生を申し立て[10]。
- 2009年4月：いきいき株式会社（初代）を東京都新宿区に新設[10]。
- 2009年5月：ユーリーグ株式会社の全事業をいきいき株式会社（初代）に事業譲渡する[10]。
- 2009年6月：代表取締役社長に宮澤孝夫が就任[10]。
- 2012年：ノーリツ鋼機グループに加入[9]。ノーリツ鋼機子会社のNKリレーションズにより特別目的会社の株式会社Launchpad threeが設立され、9月にいきいき株式会社（初代）の株式を取得、吸収合併し、商号をいきいき株式会社（2代）に変更した[17]。
- 2014年4月：シンクタンク「生きかた上手研究所」を設立[10]。
- 2014年12月：フィフティ・プラス・ベンチャーズ株式会社（現：ハルメク・ベンチャーズ株式会社）が東京都千代田区に設立される[10]。
- 2015年5月：会員組織「ハルトモ」が開始される[10]。
- 2016年4月：いきいき株式会社（2代）から株式会社ハルメクに商号変更[10]。雑誌『いきいき』の誌名を『ハルメク』に変更[10]。NKリレーションズから株式会社全国通販の株式を取得し、子会社化する[17]。
- 2018年3月：ハルメクWEBを開設[18]。
- 2018年4月：持株会社として、株式会社ハルメクホールディングス（初代）が東京都新宿区に設立される[10]。株式会社ハルメク・エイジマーケティング、株式会社ハルメク・ビジネスソリューションズが東京都千代田区に設立される[10]。
- 2018年5月：鹿児島お客様センターを開設[10]。
- 2020年8月：MBOを実施しノーリツ鋼機グループから独立[9]。同年7月に設立した株式会社HLMK2が株式会社ハルメクホールディングス（初代）の株式を取得[17]。
- 2021年10月：株式会社HLMK2が株式会社ハルメクホールディングス（初代）を吸収合併し、株式会社ハルメクホールディングス（2代）に商号変更[17]。
- 2021年11月：眼鏡市場と共同開発した眼鏡「アイグレース」を発売[19]。
- 2022年9月：ハルメクWEBに月額定額制の新サービスを導入し「ハルメク365」としてリニューアル[20]。
- 2023年3月：23日、株式会社ハルメクホールディングス（2代）が東京証券取引所グロース市場に上場[7]。
- 2024年1月：子会社である株式会社全国通販の商号を株式会社ハルメク・アルファに変更することが取締役会で承認、実施予定日は4月1日となった[21]。
- 2024年3月：株式会社ハルメクホールディングスの19日の取締役会で、1991年設立の「花と緑の研究所株式会社」の全株式を取得し子会社化することを決議、実施予定日は4月1日となった[22]。
- 2025年1月：「ハルメク365」が「HALMEK up」にリニューアル[23]。

## 事業内容
公式サイトによれば以下のようなサービスを提供している（2025年2月時点）。
- 月刊情報誌『ハルメク』の発行
- WEBサイト「HALMEK up」の運営
- 通販カタログ『ハルメク 健康と暮らし』と『ハルメク おしゃれ』の発行、通販サイトの運営
- 旅行・イベント・講座などの実施
- 百貨店などに店舗を出店

2019年時点で、会社全体の売り上げの約8割は通販事業による。

## 雑誌『ハルメク』
書店では販売しない、定期購読形式の月刊誌。当初の誌名は『いきいき』で1996年に創刊された。片寄斗史子編集長の元で2006年には公称43万部を記録した。2011年に片寄は編集長を退任。後任は朝日新聞社で『週刊朝日』『AERA』などの副編集長を務めた矢部万紀子が就任、2017年まで務めた。
2016年5月号より誌名を『ハルメク』に変更。2017年8月より山岡朝子が編集長となり、当時16万部まで低下していた部数を1年半後には23万部にまで戻した。
日本雑誌協会が発表した2019年1月から3月期までの『ハルメク』の月刊平均印刷部数は約25万部で、同時期の女性シニア向けの月刊誌『毎日が発見』（KADOKAWA）は7万部、月刊誌『ゆうゆう』（主婦の友社）は6万6150万部であった。2022年5月時点では月38万部で、女性誌の販売部数1位を記録している。2022年9月時点では47万部となっている。
2022年12月号で販売部数が50万部を超え、漫画誌を除く全雑誌で1位となった。

## 店舗
2002年8月に神楽坂にショールームを兼ねた販売店（現：ハルメク おみせ 神楽坂本店）をオープン、その後、百貨店などに進出した。2023年10月に北海道に9店舗目を出店した。2025年2月28日時点で以下の17店舗がある。2025年4月10日には中四国地方に初出店となる「福屋広島駅前店」がオープン。
- ハルメク おみせ 神楽坂本店
- ハルメク おみせ 札幌三越店
- ハルメク おみせ 藤崎店
- ハルメク おみせ 東武百貨店池袋店
- ハルメク おみせ 松坂屋上野店
- ハルメク おみせ 京王百貨店 新宿店
- ハルメク おみせ 小田急百貨店 町田店
- ハルメク おみせ 髙島屋横浜店
- ハルメク おみせ そごう千葉店
- ハルメク おみせ 東武百貨店船橋店
- ハルメク おみせ 伊勢丹浦和店
- ハルメク おみせ 名鉄百貨店本店
- ハルメク おみせ ジェイアール京都伊勢丹店
- ハルメク おみせ 阪神梅田本店
- ハルメク おみせ あべのハルカス近鉄本店
- ハルメク おみせ 大丸福岡天神店
- ハルメク おみせ 熊本鶴屋百貨店

## グループ会社
2024年6月時点での株式会社ハルメクホールディングスのグループ会社は以下の通り。
- 株式会社ハルメク
- 株式会社ハルメク・エイジマーケティング
- 株式会社ハルメク・ビジネスソリューションズ
- 株式会社ハルメク・アルファ
- 株式会社ジャパンホーム保険サービス
- 花と緑の研究所株式会社

## テレビでの特集
- 2022年1月4日に放送されたテレビ番組『プロフェッショナル 仕事の流儀』（NHK）で編集長の山岡朝子が取り上げられた[41]。
- 2024年1月26日に放送されたテレビ番組『ガイアの夜明け』（テレビ東京）でハルメクが特集された[42]。
- 2024年11月10日（再放送11月23日）、BS朝日で初の冠通販テレビ番組『藤田朋子＆たんぽぽの ハルメクときめくショッピング』を放送した[43]。
- 2024年12月5日に放送されたテレビ番組『カンブリア宮殿』（テレビ東京）でハルメクが特集された[44]。